# Beach volley agli XI Giochi dei piccoli stati d'Europa
Le gare di beach volley agli XI Giochi dei piccoli stati d'Europa si svolsero tra il 31 maggio e il 2 giugno 2005 ad Andorra.

## Medagliere
| #      | Nazione       | Oro | Argento | Bronzo | Totale |
| ------ | ------------- | --- | ------- | ------ | ------ |
| 1      | Liechtenstein | 1   | 0       | 0      | 1      |
| 1      | Monaco        | 1   | 0       | 0      | 1      |
| 3      | San Marino    | 0   | 1       | 0      | 1      |
| 3      | Lussemburgo   | 0   | 1       | 0      | 1      |
| 5      | Andorra       | 0   | 0       | 1      | 1      |
| 5      | Cipro         | 0   | 0       | 1      | 1      |
| Totale | Totale        | 3   | 3       | 3      | 9      |

## Torneo maschile
Al torneo maschile parteciparono sette squadre, organizzate in due gironi eliminatori. Le prime due classificate di ogni girone passarono alla fase finale, mentre le due terze classificate si scontrarono nella finale per il quinto posto.

### Gironi eliminatori
| Pos. | Team                  | P.ti | V | P |
| ---- | --------------------- | ---- | - | - |
| 1    | Wachter / ?           | 6    | 3 | 0 |
| 2    | Caminal / Da Silva    | 4    | 2 | 1 |
| 3    | Richtarik / Richtarik | 2    | 1 | 2 |
| 4    | Gopcevic / Ulivieri   | 0    | 0 | 3 |

| 31 maggio 2005 | Andorra (bandiera) | 2 – 0 | Monaco (bandiera) |  |

| 31 maggio 2005 | Liechtenstein (bandiera) | 2 – 0 | Lussemburgo (bandiera) |  |

| 1º giugno 2005 | Liechtenstein (bandiera) | 2 – 0 | Andorra (bandiera) |  |

| 1º giugno 2005 | Lussemburgo (bandiera) | 2 – 0 | Monaco (bandiera) |  |

| 2 giugno 2005 | Monaco (bandiera) | 0 – 2 | Liechtenstein (bandiera) |  |

| 2 giugno 2005 | Andorra (bandiera) | 2 – 0 | Lussemburgo (bandiera) |  |

| Pos. | Team                     | P.ti | V | P |
| ---- | ------------------------ | ---- | - | - |
| 1    | Ficini / Tabarini        | 4    | 2 | 0 |
| 2    | Chrysostomidiis / Kontos | 2    | 1 | 1 |
| 3    | Petursson / Sigurdsson   | 0    | 0 | 2 |

| 31 maggio 2005 | Islanda (bandiera) | 0 – 2 | Cipro (bandiera) |  |

| 1º giugno 2005 | San Marino (bandiera) | 2 – 0 | Islanda (bandiera) |  |

| 2 giugno 2005 | Cipro (bandiera) | 0 – 2 | San Marino (bandiera) |  |

### Finale 5º-6º posto
| 3 giugno 2005 | Islanda (bandiera) | 0 – 2 | Lussemburgo (bandiera) |  |

### Fase finale
|  | Semifinali    | Semifinali    | Semifinali |            |               | Finale          | Finale          | Finale          |  |
|  |               |               |            |            |               |                 |                 |                 |  |
|  | Liechtenstein | Liechtenstein | 2          |            |               |                 |                 |                 |  |
|  | Liechtenstein | Liechtenstein | 2          |            |               |                 |                 |                 |  |
|  | Cipro         | Cipro         | 0          |            |               |                 |                 |                 |  |
|  | Cipro         | Cipro         | 0          |            | Liechtenstein | Liechtenstein   | 2               |                 |  |
|  |               |               |            |            | Liechtenstein | Liechtenstein   | 2               |                 |  |
|  |               |               | San Marino | San Marino | 1             |                 |                 |                 |  |
|  | San Marino    | San Marino    | San Marino | San Marino | 1             | 2               |                 |                 |  |
|  | San Marino    | San Marino    |            |            |               | 2               |                 |                 |  |
|  | Andorra       | Andorra       | 0          |            |               | Finale 3º posto | Finale 3º posto | Finale 3º posto |  |
|  | Andorra       | Andorra       | 0          |            |               |                 |                 |                 |  |
|  |               |               |            |            |               |                 |                 |                 |  |
|  |               |               |            |            |               | Cipro           | Cipro           | 0               |  |
|  |               |               |            |            |               | Cipro           | Cipro           | 0               |  |
|  |               |               |            |            |               | Andorra         | Andorra         | 2               |  |

## Torneo femminile
Al torneo femminile parteciparono cinque squadre, organizzate in un unico girone. Le prime due classificate si scontrarono in finale, mentre la terza e quarta classificata si scontrarono nella finale per il terzo posto.
| Pos. | Team                    | P.ti | V | P |
| ---- | ----------------------- | ---- | - | - |
| 1    | Bruno / Muratore        | 8    | 4 | 0 |
| 2    | Schneider / Zambon      | 6    | 3 | 1 |
| 3    | Konstantinou / Letcheva | 4    | 2 | 2 |
| 4    | Baciocchi / Mazza       | 2    | 1 | 3 |
| 5    | Estrabaud / Ribault     | 0    | 0 | 4 |

| 31 maggio 2005 | Monaco (bandiera) | 2 – 0 | Andorra (bandiera) |  |

| 31 maggio 2005 | San Marino (bandiera) | 0 – 2 | Lussemburgo (bandiera) |  |

| 31 maggio 2005 | Cipro (bandiera) | 0 – 2 | Monaco (bandiera) |  |

| 31 maggio 2005 | Andorra (bandiera) | 1 – 2 | San Marino (bandiera) |  |

| 1º giugno 2005 | San Marino (bandiera) | 1 – 2 | Cipro (bandiera) |  |

| 1º giugno 2005 | Lussemburgo (bandiera) | 2 – 0 | Andorra (bandiera) |  |

| 1º giugno 2005 | Monaco (bandiera) | 2 – 0 | San Marino (bandiera) |  |

| 1º giugno 2005 | Cipro (bandiera) | 1 – 2 | Lussemburgo (bandiera) |  |

| 2 giugno 2005 | Lussemburgo (bandiera) | 0 – 2 | Monaco (bandiera) |  |

| 2 giugno 2005 | Andorra (bandiera) | 0 – 2 | Cipro (bandiera) |  |

### Finale 3º-4º posto
| 2 giugno 2005 | Cipro (bandiera) | 2 – 0 | San Marino (bandiera) |  |

### Finale 1º-2º posto
| 2 giugno 2005 | Monaco (bandiera) | 2 – 0 | Lussemburgo (bandiera) |  |